# Gmina Trnovska vas
Trnovska vas – gmina we wschodniej Słowenii. W 2010 roku liczyła 1200 mieszkańców.

## Miejscowości
Miejscowości wchodzące w skład gminy Trnovska vas:
- Biš,
- Bišečki Vrh,
- Črmlja,
- Ločič,
- Sovjak,
- Trnovska vas – siedziba gminy,
- Trnovski Vrh.